# 10211 La Spezia
10211 La Spezia (1997 RG3) là một tiểu hành tinh vành đai chính.